# فهرست بازیکنان فوتبال با بیش از ۵۰۰ گل
بر اساس تحقیقات آی‌اف‌اف‌اچ‌اس که برای اولین بار در سال ۲۰۰۷ میلادی منتشر شد، ۲۵ بازیکن در طول دوران حرفه‌ای خود ۵۰۰ گل یا بیشتر در فوتبال باشگاهی و ملی به ثمر رسانده‌اند و با در نظر گرفتن مسابقات در همه سطوح، ۷۵ بازیکن طبق بررسی آراس‌اس‌اس‌اف به این آمار رسیده‌اند، سازمانی که توسط مجله آلمانی اشپیگل به عنوان «ویکی‌پدیای آمار فوتبال» توصیف شده‌است. ایمره شلوسر مجارستانی، اولین کسی بود که به رکورد ۵۰۰ گل رسید و این کار را در سال ۱۹۲۷، کمی قبل از بازنشستگی خود انجام داد.  نه بازیکن در سطح باشگاهی به این موفقیت دست یافته‌اند از جمله یوزف بیتسان (اسلاویا پراگ)، جیمی جونز (گلناون)، جیمی مک‌گروری (سلتیک)، لیونل مسی (بارسلونا)، گرد مولر (بایرن مونیخ)، پله (سانتوس)، فرناندو پیروتئو (اسپورتینگ)، اووه زلر (هامبورگ)،  کریستیانو رونالدو (رئال مادرید)، روبرت لواندوفسکی (بارسلونا). 
فیفا، نهاد بین‌المللی حاکم بر فوتبال، هرگز فهرستی از بهترین گلزنان منتشر نکرده و رکوردهای رسمی را حفظ نمی‌کند.
آمار برخی از بازیکنان به ویژه بازیکنانی که از نسل‌های قبل هستند مورد مناقشه است.

## آمار

### آی‌اف‌اف‌اچ‌اس
طبق گزارش آی‌اف‌اف‌اچ‌اس و سایر رسانه‌ها، به ۲۵ بازیکن با زدن ۵۰۰ گل یا بیشتر در رقابت‌های سطح اول فوتبال اعتبار داده شده‌است.
تا تاریخ ۱۵ ژوئن ۲۰۲۵
پررنگ نشان دهنده بازیکنانی است که در حال حاضر فعال هستند.
* نشان می‌دهد که بازیکن حداقل ۵۰۰ گل برای یک باشگاه به ثمر رسانده‌است.
| رتبه | بازیکن             | باشگاهی | باشگاهی | باشگاهی   | ملی | مجموع                      | دوره       |
| رتبه | بازیکن             | لیگ     | داخلی   | غیر داخلی | ملی | مجموع                      | دوره       |
| ---- | ------------------ | ------- | ------- | --------- | --- | -------------------------- | ---------- |
| ۱    | پله*               | ۶۰۴     | ۴۹      | ۲۶        | ۸۳  | ۱۲۸۳ ثبت در کتاب رسمی گینس | ۱۹۵۶–۱۹۷۷  |
| ۲    | کریستیانو رونالدو  | ۵۵۴     | ۵۶      | ۱۶۶       | ۱۳۵ | ۹۳۸                        | ۲۰۰۲–اکنون |
| ۳    | لیونل مسی          | ۵۱۸     | ۷۱      | ۱۴۹       | ۱۱۲ | ۸۷۲                        | ۲۰۰۴–اکنون |
| ۴    | روماریو            | ۵۴۵     | ۹۳      | ۵۴        | ۶۴  | ۷۵۶                        | ۱۹۸۵–۲۰۰۷  |
| ۵    | فرانس پوشکاش       | ۵۱۶     | ۶۹      | ۵۶        | ۸۴  | ۷۲۵                        | ۱۹۴۳–۱۹۶۶  |
| ۶    | جوزف بیکان*        | ۵۱۵     | ۱۳۷     | ۳۸        | ۳۲  | ۷۲۲                        | ۱۹۳۱–۱۹۵۵  |
| ۷    | روبرت لواندوفسکی   | ۴۰۰     | ۵۷      | ۱۰۹       | ۸۵  | ۶۸۹                        | ۲۰۰۸–اکنون |
| ۸    | جیمی جونز*         | ۳۳۰     | ۲۸۶     | ۱۴        | ۹   | ۶۳۹                        | ۱۹۴۷–۱۹۶۴  |
| ۹    | گرد مولر*          | ۴۰۵     | ۹۲      | ۶۹        | ۶۸  | ۶۳۴                        | ۱۹۶۴–۱۹۸۱  |
| ۱۰   | جو بامبریک         | ۳۴۷     | ۲۵۳     | ۵         | ۲۱  | ۶۲۶                        | ۱۹۲۶–۱۹۴۳  |
| ۱۱   | ابه لنسترا         | ۵۷۳     | ۱۸      | ۰         | ۳۳  | ۶۲۴                        | ۱۹۶۳–۱۹۳۶  |
| ۱۲   | لوییس سوارز        | ۴۰۹     | ۴۸      | ۵۷        | ۶۹  | ۵۸۴                        | ۲۰۰۵–اکنون |
| ۱۳   | اوزه‌بیو            | ۳۸۱     | ۹۷      | ۵۹        | ۴۱  | ۵۷۸                        | ۱۹۵۷–۱۹۷۸  |
| ۱۴   | زلاتان ابراهیموویچ | ۳۹۴     | ۴۸      | ۵۷        | ۶۲  | ۵۷۳                        | ۱۹۹۹–۲۰۲۳  |
| ۱۵   | گلن فرگوسن         | ۳۱۳     | ۲۴۱     | ۹         | ۰   | ۵۶۳                        | ۱۹۸۷–۲۰۱۱  |
| ۱۶   | ایمره شلوسر        | ۴۱۳     | ۶۸      | ۱۳        | ۵۹  | ۵۵۳                        | ۱۹۰۵–۱۹۲۸  |
| ۱۷   | فرناندو پیروتئو*   | ۴۶۴     | ۷۲      | ۳         | ۱۴  | ۵۵۳                        | ۱۹۳۷–۱۹۴۹  |
| ۱۸   | اووه زلر*          | ۴۴۷     | ۴۱      | ۲۱        | ۴۳  | ۵۵۲                        | ۱۹۵۴–۱۹۷۸  |
| ۱۹   | جیمی مک‌گروری*      | ۴۰۷     | ۱۳۱     | ۰         | ۱۲  | ۵۵۰                        | ۱۹۲۲–۱۹۳۷  |
| ۲۰   | آلفردو دی استفانو  | ۳۷۸     | ۵۴      | ۷۶        | ۲۹  | ۵۳۷                        | ۱۹۴۵–۱۹۶۶  |
| ۲۱   | دیوردی شاروشی      | ۳۵۰     | ۳۵      | ۱۰۳       | ۴۲  | ۵۳۰                        | ۱۹۳۰–۱۹۴۸  |
| ۲۲   | روبرتو دینامیتی    | ۴۷۶     | ۱۰      | ۵         | ۲۲  | ۵۱۳                        | ۱۹۷۱–۱۹۹۲  |
| ۲۳   | هوگو سانچز         | ۳۹۰     | ۴۹      | ۳۸        | ۳۰  | ۵۰۷                        | ۱۹۷۶–۱۹۹۷  |
| ۲۴   | فرانتس بیندر       | ۲۹۷     | ۹۳      | ۸۷        | ۲۶  | ۵۰۳                        | ۱۹۳۰–۱۹۴۹  |
| ۲۵   | زیکو               | ۴۱۰     | ۲۷      | ۱۶        | ۴۸  | ۵۰۱                        | ۱۹۳۰–۱۹۴۹  |

### آراس‌اس‌اس‌اف
آراس‌اس‌اس‌اف با روش محاسباتی متفاوت، ۷۵ بازیکن را در فهرست خود جای داده‌است.
تا تاریخ ۱۵ ژوئن ۲۰۲۵
پررنگ نشان دهنده بازیکنانی است که در حال حاضر فعال هستند.
| رتبه | بازیکن             | گل                         | بازی | دوره       |
| ---- | ------------------ | -------------------------- | ---- | ---------- |
| ۱    | پله                | ۱۲۸۳ ثبت در کتاب رسمی گینس | ۱۳۶۳ | ۱۹۷۷–۱۹۵۶  |
| ۲    | اروین هلمشن        | ۹۸۷+                       | ۵۸۲  | ۱۹۵۱–۱۹۲۴  |
| ۳    | یوزف بیتسان        | ۹۵۰+                       | ۶۲۴  | ۱۹۵۷–۱۹۳۰  |
| ۴    | کریستیانو رونالدو  | ۹۳۸                        | ۱۲۶۷ | ۲۰۰۲–اکنون |
| ۵    | رونی روک           | ۹۳۴+                       | ۱۰۳۰ | ۱۹۶۱–۱۹۲۹  |
| ۶    | لیونل مسی          | ۸۸۹                        | ۱۱۲۶ | ۲۰۰۳–اکنون |
| ۷    | جیمی جونز          | ۸۴۰+                       | ۷۵۶  | ۱۹۶۵–۱۹۴۴  |
| ۸    | فرانس پوشکاش       | ۸۰۲                        | ۷۹۲  | ۱۹۶۷–۱۹۴۳  |
| ۹    | فرانس دآک          | ۷۹۶+                       | ۵۱۵  | ۱۹۵۹–۱۹۳۹  |
| ۱۰   | ابه لنسترا         | ۷۸۹+                       | ۸۵۰  | ۱۹۶۴–۱۹۳۶  |
| ۱۱   | روماریو            | ۷۸۵                        | ۱۰۰۳ | ۲۰۰۹–۱۹۸۴  |
| ۱۲   | تامی لاوتون        | ۷۴۳+                       | ۸۲۷  | ۱۹۵۷–۱۹۳۵  |
| ۱۳   | گرد مولر           | ۷۳۵                        | ۷۹۳  | ۱۹۸۱–۱۹۶۳  |
| ۱۴   | سمی هیوز           | ۷۲۲+                       | ۷۵۲  | ۱۹۶۳–۱۹۴۳  |
| ۱۵   | جو بامبریک         | ۶۹۰+                       | ۵۷۸  | ۱۹۴۳–۱۹۲۵  |
| ۱۶   | روبرت لواندوفسکی   | ۶۸۵                        | ۹۹۷  | ۲۰۰۴–اکنون |
| ۱۷   | ارنشت ویلیموسکی    | ۶۸۳+                       | ۴۸۴  | ۱۹۵۷–۱۹۳۲  |
| ۱۸   | تام ورینگ          | ۶۷۰+                       | ۷۰۰+ | ۱۹۴۸–۱۹۲۴  |
| ۱۹   | فرنتس بنه          | ۶۳۵                        | ۹۷۱  | ۱۹۸۵–۱۹۵۹  |
| ۲۰   | اوزه‌بیو            | ۶۳۴+                       | ۶۶۳  | ۱۹۷۸–۱۹۶۱  |
| ۲۱   | جو اسمیت           | ۶۱۶+                       | ۹۰۳  | ۱۹۳۱–۱۹۰۸  |
| ۲۲   | بوی مارتین         | ۶۱۲+                       | ۵۲۷  | ۱۹۴۷–۱۹۳۰  |
| ۲۳   | دیولا ژنگلر        | ۶۱۱+                       | ۶۴۹  | ۱۹۵۳–۱۹۳۱  |
| ۲۴   | استن مورتنسن       | ۶۱۰+                       | ۸۱۲  | ۱۹۶۲–۱۹۳۸  |
| ۲۵   | فرد رابرتز         | ۶۰۸+                       | ۴۶۸  | ۱۹۳۷–۱۹۲۲  |
| ۲۶   | فرناندو پیروتئو    | ۵۹۸                        | ۳۶۹  | ۱۹۴۹–۱۹۳۷  |
| ۲۷   | جیمی گریوس         | ۵۹۰+                       | ۸۴۲  | ۱۹۸۰–۱۹۵۶  |
| ۲۸   | اووه زلر           | ۵۸۶                        | ۶۸۸  | ۱۹۷۲–۱۹۵۴  |
| ۲۹   | فریتس والتر        | ۵۸۶+                       | ۵۸۳  | ۱۹۵۹–۱۹۳۸  |
| ۳۰   | تولیو کاستا        | ۵۸۵                        | ۹۵۰+ | ۲۰۱۴–۱۹۸۷  |
| ۳۱   | زلاتان ابراهیموویچ | ۵۸۲                        | ۱۰۰۱ | ۲۰۲۳–۱۹۹۹  |
| ۳۲   | لوییس سوارز        | ۵۷۹                        | ۹۷۴  | ۲۰۰۵–اکنون |
| ۳۳   | جیمی کلی           | ۵۷۱+                       | ۱۰۰۰ | ۱۹۵۵–۱۹۲۶  |
| ۳۴   | ایمره شلوسر        | ۵۷۰                        | ۴۶۴  | ۱۹۲۸–۱۹۰۶  |
| ۳۵   | گلن فرگوسن         | ۵۶۹                        | ۱۰۸۴ | ۲۰۱۱–۱۹۸۷  |
| ۳۶   | فرانتس بیندر       | ۵۶۹+                       | ۴۳۱  | ۱۹۴۹–۱۹۲۷  |
| ۳۷   | دیکسی دین          | ۵۶۸                        | ۶۱۲  | ۱۹۴۰–۱۹۲۳  |
| ۳۸   | چارلی فلمینگ       | ۵۶۸                        | ۷۶۵+ | ۱۹۶۵–۱۹۴۷  |
| ۳۹   | هیو گالاکر         | ۵۶۷+                       | ۷۱۶  | ۱۹۴۰–۱۹۲۰  |
| ۴۰   | جان الدریج         | ۵۶۵+                       | ۹۹۰  | ۱۹۹۸–۱۹۷۶  |
| ۴۱   | هوگو سانچز         | ۵۶۲                        | ۹۵۶  | ۱۹۹۷–۱۹۷۶  |
| ۴۲   | ژوزه تورس          | ۵۶۱                        | ۶۱۵  | ۱۹۸۰–۱۹۵۸  |
| ۴۳   | جیمی مک‌گروری       | ۵۵۸                        | ۵۴۹  | ۱۹۳۸–۱۹۲۲  |
| ۴۴   | شاندور کوچیش       | ۵۵۶                        | ۵۳۷  | ۱۹۶۶–۱۹۴۶  |
| ۴۵   | ایسیدرو لانگارا    | ۵۵۶+                       | ۴۴۵  | ۱۹۴۸–۱۹۳۰  |
| ۴۶   | پاول دیشامپز       | ۵۵۲+                       | ۶۰۸  | ۱۹۶۴–۱۹۳۹  |
| ۴۷   | دیوید ویلسون       | ۵۵۱+                       | ۶۰۵  | ۱۹۴۷–۱۹۲۷  |
| ۴۸   | دیو هالیدی         | ۵۴۸+                       | ۶۴۱  | ۱۹۳۸–۱۹۲۰  |
| ۴۹   | تامی دیکسون        | ۵۴۶+                       | ۷۸۲  | ۱۹۶۶–۱۹۴۶  |
| ۵۰   | زیکو               | ۵۴۶                        | ۷۹۸  | ۱۹۹۴–۱۹۷۱  |
| ۵۱   | فرنتس سوسا         | ۵۴۴                        | ۶۰۰  | ۱۹۶۱–۱۹۴۰  |
| ۵۲   | جوک دادز           | ۵۴۲                        | ۶۱۲  | ۱۹۵۰–۱۹۳۲  |
| ۵۳   | جوزف تکاکس         | ۵۴۲                        | ۵۲۶  | ۱۹۴۲–۱۹۲۰  |
| ۵۴   | جیمی اسمیت         | ۵۴۰+                       | ۵۱۶  | ۱۹۴۶–۱۹۲۸  |
| ۵۵   | هیوئی فرگوسن       | ۵۲۸+                       | ۵۵۹  | ۱۹۳۰–۱۹۱۴  |
| ۵۶   | آلفردو دی استفانو  | ۵۲۴                        | ۷۲۰  | ۱۹۶۶–۱۹۴۵  |
| ۵۷   | ناندور هیدگ‌کوتی    | ۵۲۳                        | ۶۷۴  | ۱۹۵۸–۱۹۳۸  |
| ۵۸   | دس دیکسون          | ۵۲۳+                       | ۷۱۶  | ۱۹۸۳–۱۹۶۴  |
| ۵۹   | دنیس وستکات        | ۵۲۲+                       | ۵۷۵  | ۱۹۵۴–۱۹۳۳  |
| ۶۰   | روبرتو دینامیتی    | ۵۱۹                        | ۸۶۹  | ۱۹۹۲–۱۹۷۱  |
| ۶۱   | هانس کرانکل        | ۵۱۸                        | ۷۲۵  | ۱۹۸۹–۱۹۷۰  |
| ۶۲   | ژف مرمانس          | ۵۱۸                        | ۶۴۴  | ۱۹۶۰–۱۹۳۷  |
| ۶۳   | گونار نوردال       | ۵۱۴+                       | ۵۹۷  | ۱۹۶۱–۱۹۳۶  |
| ۶۴   | جورجو کینالیا      | ۵۱۲+                       | ۷۰۷  | ۱۹۹۰–۱۹۶۲  |
| ۶۵   | ترور تامپسون       | ۵۱۲+                       | ۵۸۹  | ۱۹۶۹–۱۹۵۵  |
| ۶۶   | دیوید مک‌لین        | ۵۱۱+                       | ۸۰۱  | ۱۹۳۱–۱۹۰۶  |
| ۶۷   | دیوردی شاروشی      | ۵۱۱                        | ۶۰۷  | ۱۹۴۸–۱۹۲۹  |
| ۶۸   | کریم بنزما         | ۵۰۸                        | ۹۸۲  | ۲۰۰۴–اکنون |
| ۶۹   | ایشتوان آوار       | ۵۰۷+                       | ۴۴۹  | ۱۹۴۹–۱۹۲۲  |
| ۷۰   | ویلی فن در کویلن   | ۵۰۴                        | ۸۰۷  | ۱۹۸۳–۱۹۶۲  |
| ۷۱   | روژه میلا          | ۵۰۴+                       | ۹۰۷  | ۱۹۹۶–۱۹۶۸  |
| ۷۲   | استیو بلومر        | ۵۰۴                        | ۷۵۵  | ۱۹۱۴–۱۸۹۰  |
| ۷۳   | آلبرت دکلین        | ۵۰۳                        | ۵۸۸  | ۱۹۵۵–۱۹۳۳  |
| ۷۴   | جرج کمسل           | ۵۰۳+                       | ۵۹۰  | ۱۹۴۲–۱۹۲۳  |
| ۷۵   | دنیس گای           | ۵۰۳+                       | ۶۳۰  | ۱۹۷۶–۱۹۶۰  |
| ۷۶   | آرتور راولی        | ۵۰۲+                       | ۷۲۹  | ۱۹۶۷–۱۹۴۱  |
| ۷۷   | لایوش تیشی         | ۵۰۰                        | ۶۲۸  | ۱۹۷۱–۱۹۵۲  |